# Fieras lunáticas
Fieras lunáticas es el quinto álbum de estudio de la banda de rock argentina Los Ratones Paranoicos, editado en 1991 por Epic Records.
En esta oportunidad contaron con la colaboración de Andrew Loog Oldham, exproductor de los Rolling Stones, Rod Stewart y Eric Clapton. 
Por esta razón, los Ratones incursionan en cortes más diversos e incluso canciones en inglés.

## Grabación y lanzamiento
Para este disco, Epic (Sony Music) contrata al productor Andrew Loog Oldham, conocido por su trabajo con los Rolling Stones en los 60s, y al que la banda quería hace tiempo tras los controles. 
Fieras Lunáticas es el álbum de la banda más cercano sonoramente a la discografía de los Rolling Stones. 
Cuenta con canciones que se transformaron en grandes éxitos con difusión radial como “Cowboy”, “La Nave”, “La Avispa”, “Ya Morí”, y el “Rock del Pedazo”.
Este álbum es uno de los más famosos de la banda y contiene un clásico icónico en la historia de los Ratones: el ya mencionado “Rock del Pedazo”. 
La letra de la canción hace referencia a la marihuana (“Yo quiero mi pedazo, por qué no me lo dan”) y su riff se ha convertido en un clásico del rock argentino.

## Lista de canciones
1. "Cowboy"   (Gutierrez - Oldham) (3:04)
2. "La Nave"  (Gutierrez) (3:53)
3. "Shadow and Thunder"   (Gutierrez - Oldham) (3:06)
4. "Magia Negra"   (Gutierrez) (3:58)
5. "Charly (Stay on the Ground)"   (Gutierrez - Oldham) (3:46)
6. "La Avispa"   (Gutierrez) (2:49)
7. "Ya Morí"   (Gutierrez) (2:42)
8. "Rock de la Calle"   (Gutierrez) (2:43)
9. Medley: "Wah-Wah"  (Gutierrez) / "(No Puedo Obtener) Satisfacción" (Jagger - Richards)  (3:51)
10. "Rock del Pedazo"   (Gutierrez) (2:46)
11. "Mi Argentina"   (Ratones Paranoicos)  (4:06)

## Músicos
- Juanse: voz y guitarra.
- Sarcófago: guitarra y coros.
- Pablo Memi: bajo.
- Roy: batería.